# Dej (hónap)
Dej (perzsa betűkkel دی, tudományos átiratban dey) az 1925-ben bevezetett, Iránban használatos iráni naptár tizedik hónapja, az első téli hónap. 30 napos; kezdete többnyire a világszerte használt Gergely-naptár szerinti december 23-ra, utolsó napja pedig január 21-re esik.